# Strada nazionale 74 Casilina
La strada nazionale 74 Casilina era una strada nazionale del Regno d'Italia, che congiungeva Roma a Capua, ricalcando il tracciato della medievale Via Casilina.
Venne istituita nel 1923 con il percorso "Roma - Frosinone - Ceprano - Arce - Cassino - Stazione ferroviaria di Caianello - Innesto con la Tirrena Inferiore n. 68 sopra Capua".
Nel 1928, in seguito all'istituzione dell'Azienda Autonoma Statale della Strada (AASS) e alla contemporanea ridefinizione della rete stradale nazionale, il suo tracciato costituì per intero la strada statale 6 Via Casilina.